# Wagga Airport
Wagga Airport är en flygplats i Australien. Den ligger i regionen Wagga Wagga och delstaten New South Wales, i den sydöstra delen av landet, omkring 370 kilometer sydväst om delstatshuvudstaden Sydney.
Närmaste större samhälle är Wagga Wagga, omkring 10 kilometer nordväst om Wagga Airport.
Trakten runt Wagga Airport består till största delen av jordbruksmark. Runt Wagga Airport är det glesbefolkat, med 12 invånare per kvadratkilometer. Genomsnittlig årsnederbörd är 867 millimeter. Den regnigaste månaden är mars, med i genomsnitt 113 mm nederbörd, och den torraste är oktober, med 42 mm nederbörd.